# Баки
Ба́ки (англ. Buckie, скотс Buckie, гэльск. Bucaidh) — город в округе Мори, на севере Шотландии. Статус города (Бург) с 1888 года.
Город имеет вытянутую форму, располагаясь в основном вдоль побережья. Находится вблизи автотрассы A98. Ранее были развиты железные дороги. В городе находится порт.

## История
Первое упоминание города, вероятно, относится к 1362 году, хотя из-за орфографической вариативности невозможно уверенно считать, что имеется в виду именно этот город. Он присутствует на карте Роберта Гордона, датируемой 1636—1652 годами. В 1654 году Гордон и Ян Блау выпустили атлас Шотландии (лат. Duo Vicecomitatus Aberdonia & Banfia, una cum Regionibus & terrarum tractibus sub iis comprehensis), где чётко виден Баки и Nether Buckie (Бакпул). Роберт Бёрнс в произведении Lady Onlie — Lady Lucky называл город Bucky.
К моменту публикации Картографическим управлением Великобритании карты Элгина в 1891 году Баки разросся, появились районы Ситаун, Ньютаун, Иэнстаун и Портесси (англ. Seatown, Newtown, Ianstown, Portessie). В XIX веке к районам города добавились Гордонсбур, Крэйг-боу и Стратлен (англ. Gordonsburgh, Craig Bow, Strathlene). На карте 1910 года все районы города поименованы теми же названиями, что используются ныне, однако в Атласе Шотландии 1912 Иэнстаун назван Ianston. Такое название встречается также на картах 1929 и 1933 годов.

## Население
Согласно переписи 2001 года, в городе проживало 8172 человека (3929 мужчин, 4243 женщины). 92 % жителей родились в Шотландии, 5,6 % — в Англии.
Возрастная структура (2011):
- 0—4: 5,71 %
- 5—15: 14,84 %
- 16—24: 9,42 %
- 25—44: 27,15 %
- 45—64: 22,92 %
- 65—74: 11,23 %
- 75 и больше: 8,71 %

38,6 % жителей принадлежали Церкви Шотландии, 6,75 % — католической церкви, 16,5 % — другой ветви христианства, 33,17 % указали нерелигиозность, 0,5 % исповедовали другую религию, и 4,43 % отказались отвечать на вопрос.
На 2011 год население составляло 9077 жителей, почти 21 % — в возрасте 65 и более.
В городе около 4 тысяч домовладений, 27 % из них не имеют автомобиля, 49 % — имеют один автомобиль.

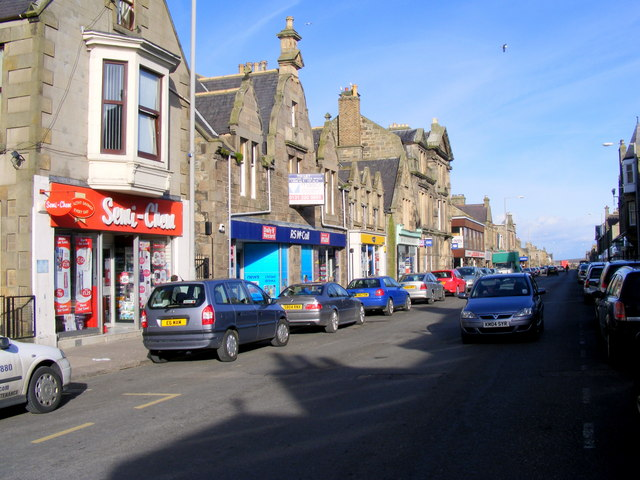
Восточная Церковная улица
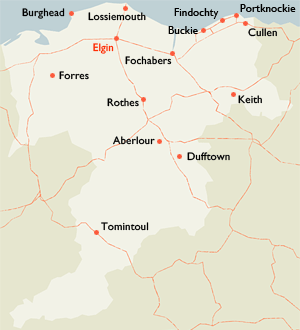
Карта городов области Морей
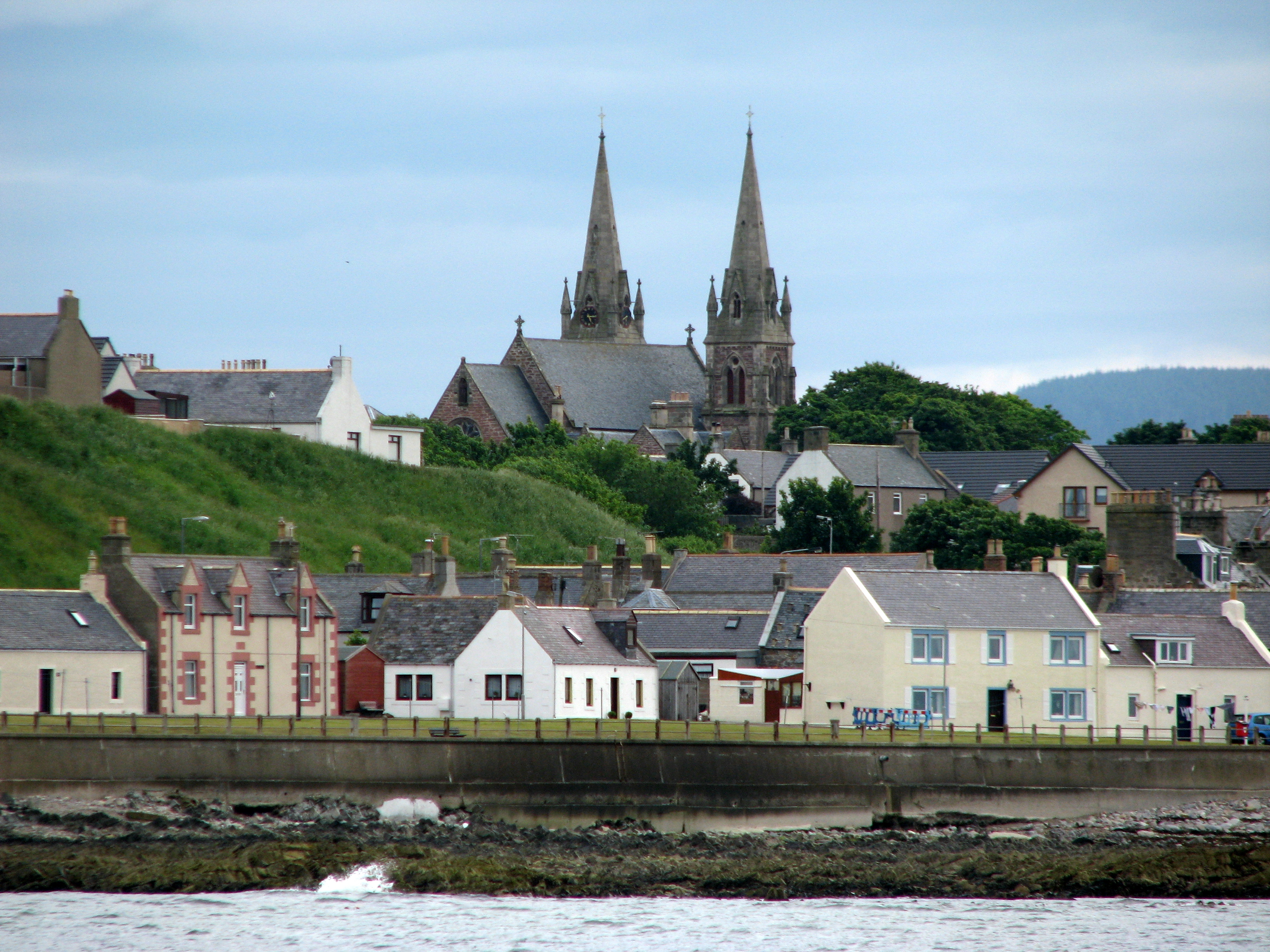
Церковь Святого Петра, вид из бухты

## Транспорт

### Автомобильный
Баки находится рядом с шоссе A98, которое соединяет Фрейзерборо и Фохаберц. До Абердина, Макдаффа и Элгина ходят автобусы.

### Железнодорожный
В 1850-х годах была построена железная дорога Great North of Scotland Railway, соединившая Баки с остальной северо-восточной Шотландией. В 1932 году она влилась в London and North Eastern Railway. С 1886 года Баки обслуживала также Прибрежная дорога Мори (англ. The Moray Coast Railway). Железная дорога была закрыта в 1968 году, однако вдоль неё можно ездить на велосипеде и ходить пешком.
В железнодорожной системе Highland Railway имелась небольшая ветка Баки — Портесси, открытая в 1884 году и продолжавшаяся от Портесси до города Кит. Эта часть железной дороги закрылась для пассажирских поездов в 1915, а оставшийся грузовой участок между Баки и Портесси — в 1944 году.

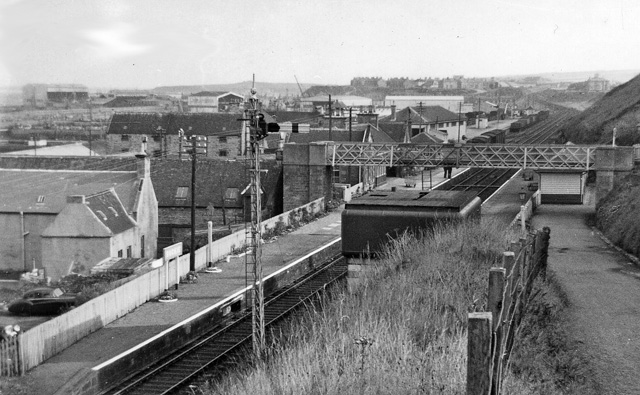
Железнодорожная станция, 1961
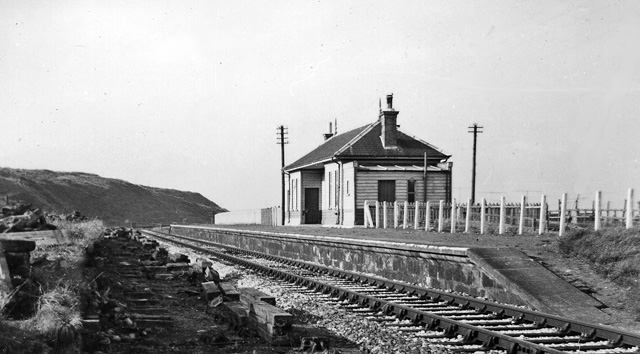
Покинутая станция Бакпул в 1961 году